# Amy Sloan
Amy Sloan (Whitehorse, Yukon, 12 de Maio de 1978) é uma atriz canadense, mais conhecida por suas participações em séries de televisão como Gilmore Girls, Without a Trace e Big Shots. Ela é filha da atriz Mary Sloan, e no teatro, ficou conhecida por participar da nova montagem de All My Sons.

## Filmografia

### Televisão
- 2007 Big Shots como Wendy Mixworthy
- 2006 Gilmore Girls como Sheila
- 2006 Numb3rs como Kari Syles
- 2006 Close to Home como Joyce Birdseye
- 2005 Crossing Jordan como Natalie Goodson
- 2005 CSI: Crime Scene Investigation como Christina Adalian
- 2005 Inconceivable como Dottie
- 2005 Cold Case como Leah
- 2004 NCIS como Cynthia Cluxton
- 2004 Jack & Bobby como Tammy Wheeler
- 2004 Stargate SG-1 como Leda Kane
- 2004 Without a Trace como Kristen Walters
- 2001 Big Wolf on Campus como Hilary Choate
- 2001 Largo Winch como Liane Helms

### Cinema
- 2008 Waiting for Ophelia como Ophelia
- 2007 The Heartbreak Kid como Deborah
- 2007 Crime Fiction como Hillary
- 2005 Pterodactyl como Kate Heinlein
- 2004 The Aviator como Allene Stone Gano Hughes
- 2004 Head in the Clouds como Linda
- 2004 The Day After Tomorrow como Elsa
- 2003 Lost Junction como Teller
- 2002 Jack & Ella como Ella
- 2001 Heart: The Marilyn Bell Story como Joan
- 2001 Dorian como Sybil